# 田口真彩
田口真彩（日语：／ Taguchi Maya，2005年10月9日—），日本女子羽毛球运动员。日本宮崎縣出生，畢業於柳井商工高等学校，目前隸屬於ACT SAIKYO羽毛球隊

## 簡歷
2022年10月，田口真彩代表日本队出战西班牙桑坦德举行的世界青年羽毛球錦標賽，随队赢得团体赛季军。
2023年7月，田口真彩代表日本队出战印尼日惹市举行的亚洲青年羽毛球錦標賽，她与搭档玉木亚弥在半决赛中以0比2（16-21、25-27）不敌赛会头号种子、同胞的須藤海妃／山北奈緒，赢得季军。同年9月，她代表日本队出战美国斯波坎举行的世界青年羽毛球錦標賽，她与搭档玉木亚弥在决赛中以2比1（12-21、21-13、21-15）战胜了东道主、赛会3号种子的法蘭西絲卡·科比特/艾莉森·李，獲得女子雙打冠軍，
田口真彩／玉木亞彌也成为日本羽毛球历史上继保原彩夏／松山奈未之后第二组世青赛女雙冠军。

## 主要比賽成績
只列出曾進入準決賽的國際賽事成績：
| 年份   | 賽事                     | 公開賽級別 | 項目     | 拍檔     | 成績   |
| ------ | ------------------------ | ---------- | -------- | -------- | ------ |
| 2022年 | 世界青年羽毛球錦標賽     | 其他       | 混合團體 | -        | 季軍   |
| 2023年 | 危地馬拉羽毛球未來系列賽 | 未來系列賽 | 女子雙打 | 宮崎友花 | 亞軍   |
| 2023年 | 危地馬拉羽毛球未來系列賽 | 未來系列賽 | 混合雙打 | 谷岡大后 | 冠軍   |
| 2023年 | 亞洲青年羽毛球錦標賽     | 其他       | 混合團體 | －       | 冠軍   |
| 2023年 | 亞洲青年羽毛球錦標賽     | 其他       | 女子雙打 | 玉木亚弥 | 季軍   |
| 2023年 | 世界青年羽毛球錦標賽     | 其他       | 女子雙打 | 玉木亚弥 | 冠軍   |
| 2023年 | 印度羽毛球國際挑戰賽     | 國際挑戰賽 | 女子雙打 | 重田美空 | 冠軍   |
| 2024年 | 盧森堡羽毛球公開賽       | 國際挑戰賽 | 女子雙打 | 佐藤灯   | 準決賽 |
| 2024年 | 塞班島羽毛球國際賽       | 國際挑戰賽 | 女子雙打 | 佐藤灯   | 準決賽 |
| 2025年 | 斯里蘭卡羽毛球國際挑戰賽 | 國際挑戰賽 | 混合雙打 | 渡邊勇大 | 亞軍   |
| 2025年 | 斯里蘭卡羽毛球國際系列賽 | 國際系列賽 | 混合雙打 | 渡邊勇大 | 冠軍   |

| 2018-2026年 | 總決賽 | 超級1000賽 | 超級750賽 | 超級500賽 | 超級300賽 | 超級100賽 | 國際挑戰賽 | 國際系列賽 | 未來系列賽 | 其他 |